# 拉尼夫齊區

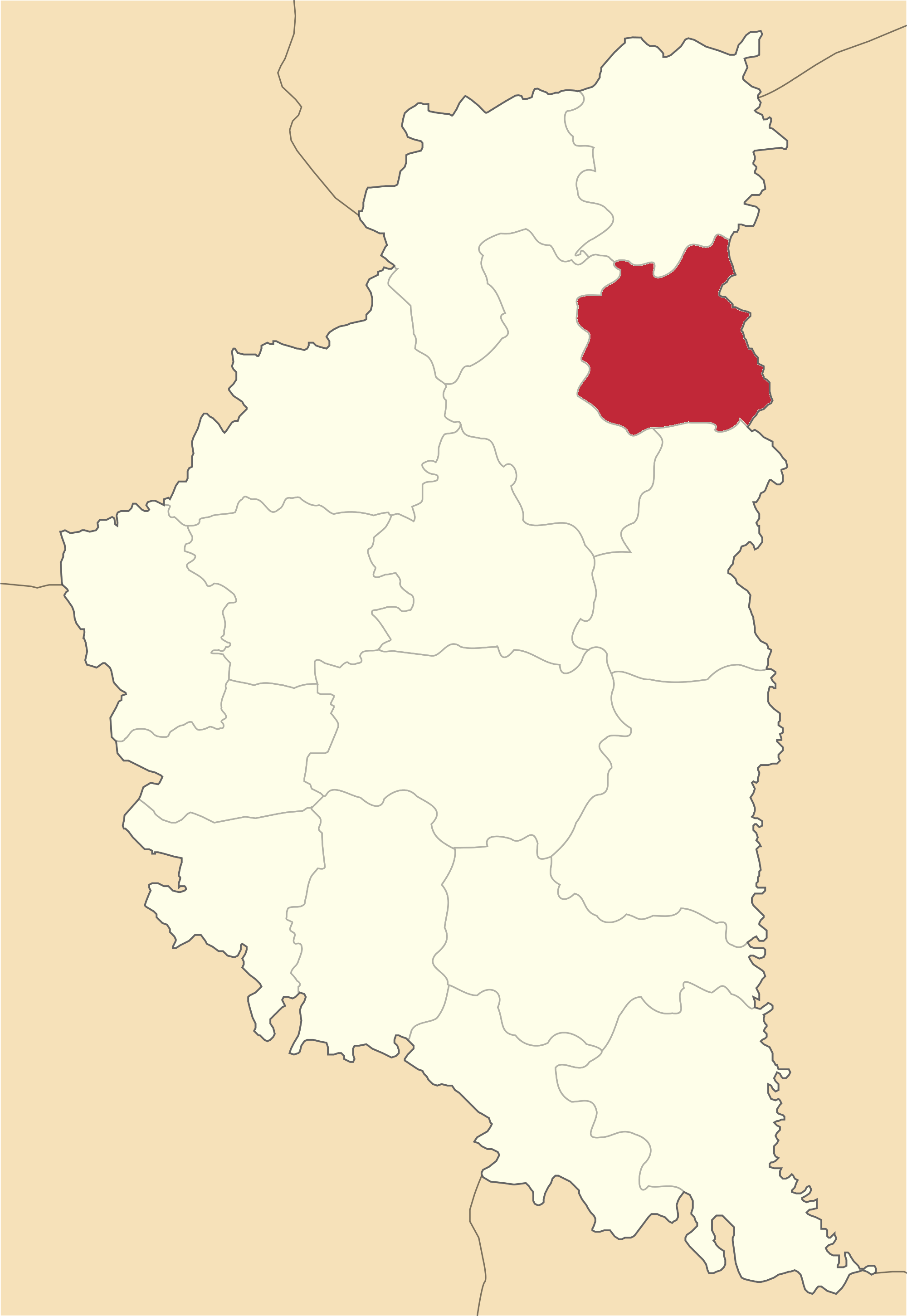
拉尼夫齊區在捷爾諾波爾州的位置

拉尼夫齊區（烏克蘭語：Лановецький район）是烏克蘭西部捷爾諾波爾州的舊區，行政中心为拉尼夫齊，並於2020年被撤銷。該區面積632平方公里，2015年人口29,929，人口密度每平方公里47.36人。